# Beatris
Beatris (hol. Beatrijs) je srednjoholandska marijanska legenda iz četrnaestog veka. Jedini rukopis u kome je legenda preživela datira nešto pre 1374. godine i sačuvan je u Nacionalnoj biblioteci Holandije u Hagu. Pošto originalno delo nije imalo naslov, Vilem Jozef Andreas Jankblut je koristio ime glavnog junaka Beatris, naziv koji je od tada široko prihvaćen. Priča verovatno nije bila naročito popularna u srednjem veku, jer je samo jedna verzija priče preživela u rukopisu luksuzne kolekcije iz 1374. godine, verovatno iz Brisela . Priča je doživela književni trijumf nakon ponovnog otkrivanja, sa publikacijom W.J.A. Jankbluta 1841. godine.

## Poreklo
Priča o Beatris je bila poznata već neko vreme. Autor je inspiraciju pronašao u zbirci cistercitskog monaha Cezarija Heisterbaškog, koja je sadržala 746 primeraka ili priča o čudima. Priča o Beatris, o zaljubljenoj i grešnoj monahinji uključena je u njegovim delima "Dialogus Miraculorum" (1223) i "Libri Octo Miraculorum" (1227), doduše u latinskoj verziji. Upravo je ova verzija bila osnova mnogobrojnih prevoda priče o Beatris na narodni jezik. Iz studije Roberta Gieta iz 1927. čini se da je na osnovu ove čudesne priče napravljeno 54 srednjovekovnih verzija i 147 kasnijih adaptacija. Međutim, radnja ovih priča je uvek bila ista, gde upravo razrada našeg srednjoholandskog autora jasno pravi razliku. Činjenica da srednjoholandska verzija sadrži oko dvadeset puta više reči od latinske verzije daje predstavu o doprinosu ovog pisca. 

## Sadržaj dela
Priča o Beatris, zasnovan na primer iz zbirke Cezarija Heisterbaškog, je potpuno prilagođen srednjenizozemskom autoru, iako je poštovao osnovni plan: bežanje iz manastira, život u svetu i neuočljivi povratak. Početak priče je uveliko proširen. Kod Cezarija i drugih radi se o pobožnoj monahinji koju kuša đavo, ali kod ovog autora dobijamo detaljan opis uzroka i motiva. Autor posvećuje više od 40 stihova opisu „ljubavi“ i njenih posledica po čoveka i u nekim stihovima pokazuje svoje razumevanje zabluda monahinje.
Beatris je prelepa, mlada devojka dobrog porekla (18-24) koja je došla u manastir odvojivši se od sveta za koji je pre znala. Još od svoje dvanaeste godine je bila zaljubljena u dečaka kojeg je poznavala iz detinjstva i ne mogavši više da razmišlja o njemu, šalje mu pismo. On što pre dolazi do manastira u kojem ona boravi, i dogovaraju se da pobegnu osam dana kasnije. Došlo je vreme, usred noći, posle jutrenja , Beatris ostavlja svoj habit i ključeve sa kipom Marije. Odlazi u donjem vešu u manastirsku baštu gde se ljubavnici sastaju pod Rđastom ružom,(lat. Rosa rubiginosa) koja je      tradicionalni simbol ljubavi. Da je Beatris bila ugledna dama, vidi se iz dela u kojem mladić predlaže da se tamo igraju prijateljski, na šta Beatris reaguje ljutito i ogorčeno. Tim postupkom pokazuje da ona nije žena lakog morala kojadopušta da je izvedu na livadu, već da želi da sa prisnošću sačeka dok ne legnu u velelepni krevet. (310-364). Sa pet stotina funti srebrnog novca koje je mladić poneo sa sobom, sedam godina žive bogatim, bezbrižnim životom i imaju dvoje dece. Nakon bezbrižnih sedam godina, sledi  sedam teških godina zahvaćene siromaštvom (398-418).
Kada izbije glad (419-424), njen muž beži i ostavlja Beatris samu sa decom (425-432). Zbog svog plemićkog porekla, previše je ponosna da bi prosila. To treba učiniti unutar gradskih zidina, gde bi se ona mogla lako prepoznati. Stoga ona radije prodaje svoje telo, što se radi tajnije, odnosno van gradskih zidina (433-466). Posle još sedam godina, ona shvata da je prostitucija veliki greh. Ovo motiviše Beatris da ostavi svoj ponos po strani i počinje da se moli Devici Mariji. Odabirom skitničkog života, ona ne mora da se ponižava u svom gradu (483-558). Uprkos svom grešnom načinu života, Beatris ostaje verna Mariji moleći joj se svaki dan (467-473). U svojim molitvama moli za oproštaj svojih velikih grehova i čak se poziva na Teofila velikog grešnika kojeg je Marija spasila. Na taj način ona se približava svom nekadašnjem manastiru i nalazi utočište kod milosrdne udovice (559-575).
Beatris, prirodno, gori od radoznalosti i pita udovicu za devojku koja je pre četrnaest godina pobegla iz manastira. Udovica, uvređena na takvu pomisao ljutito govori Beatris da je ona idalje uzorna, sveta monahinja, pri čemu  Beatris otkriva da je njeno odsustvo prošlo neprimećeno (576-619). Noć provodi plačući i kada konačno zaspi, u snu je pozvana da ponovo zauzme svoje mesto u manastiru (620-700).
Ona sumnja da li je to realnost i traži od Boga potvrdu. U snu joj se tri večeri zaredom javlja ista vizija. Nakon treće vizije, u sred noći ona ostavlja svoju decu kod udovice, pokrivši ih svojom odećom, i vraća se u manastir gde zaista nalazi otvorena vrata i svoj habit i ključeve kod kipa Marije (700-864). Udovica vodi decu kod igumanije, koja se zalaže za njenu podršku da se stara o njihovom obrazovanju (865-918). Na godišnjoj poseti igumana, Beatrijs ispoveda svoje grehe i oprošteno joj je. Iguman će preneti njenu priču da bi i drugi naučili iz nje. On takođe brine o Beatrisinoj deci. Na kraju dela se njeno ime prvi put pominje (919-1038).
Ova poslednja faza, uz posetu igumana i ispovest Beatris, je dodatak srednjeholandskog autora. Ispovest se nije pojavila u Cezarijevoj verziji. Deca i udovica koja je brinula o njima takođe su izum ovog autora.

## Autor
Autor je ostao nepoznat. Neki veruju da je bio „govornik“ iz Brabanta, profesionalni elokucionist koji je zarađivao za život putujući od mesta do mesta sa svojim pričama. To bi moglo da se zaključi iz njegove uvodne rečenice "Vandichten comt mi cleine bate", koja se tumači kao tipična pritužba pisca. Za tekst se kaže da je nastao u 14. veku i da su verovatno postojale starije verzije na srednjeholandskom od jedine koja je preživela u rukopisu Haške zbirke. Priča je očigledno bila namenjena dvorskoj, aristokratskoj publici, što se može zaključiti iz različitih scena i njenog stava. Prema Gijetu, autor je bio veliki pesnik, ali i posebno pronicljiv posmatrač i psiholog. On nas uvodi u priču o prostitutki koja ne može da zaboravi svoj stari život, i o prilično neozbiljnom ljubavniku. On ne okleva da ispriča strašne avanture svoje junakinje, ali to čini na način da se čitalac saoseća sa njom, i da razume istinsku strast koja ju je navela da se upusti u ovu avanturu i pokazuje iskreno saosećanje prema Beatris u nesrećnoj fazi njenog života. Pretvorio je priču o čudu u veoma humanu priču o strasti, propadanju i spasavanju mlade žene. Frits van Ostrom takođe govori o autoru kao o pravom književniku koji je uspeo da sastavi fascinantnu životnu priču od materijala dostupnog u mnogobrojnim pričama o Devici Mariji. Za srednjovekovnog pisca, on mnogo obraća pažnju na ono što se dešava u Beatrisinoj glavi. Njeni bezbrojni unutrašnji razgovori, molitve i reakcije svedoče o velikoj empatiji.
Prema Gijetu, postojala su dva autora. Originalna pesma, prema njegovim rečima, završavala se stihovima 859-864 gde je dat pobožan zaključak priči.
Pitanje jednog ili dva autora nastavilo je da okupira akademsku zajednicu od tada i izazvalo je određene kontroverze. Do danas nije pronađeno opšteprihvaćeno rešenje. Za aristokratsku publiku kojoj je priča prvobitno bila namenjena, priča je mogla da se završi ovde. Beatris je bila u pravu, izbegnuta je sramota za njenu porodicu, zbrinuta su deca, a ispovest je zapravo bila samo po sebi stvar za ljude 14. veka. Ali autor ili njegov naslednik nije želeo da ostane na tome i dodaje još 174 stiha u kojima je ispovest centralna. U viziji (932-970) postaje joj jasno da pokajanje nije dovoljno. Jedini izlaz za oproštaj je ispovest. Sa tim ona odlazi kod igumana u posetu i ispoveda se (974-981). Na ovaj način joj je oprošteno i moral priče je jasan. Ispovest je neophodna za spasenje duša. U svojoj doktorskoj tezi iz 2006. Rolan Drauk, na osnovu stilskih i semiotičkih istraživanja, dolazi do zaključka da je Beatrisina ispovest od istog autora i da zaista pripada priči, kako bi je zaključio na ispravan način.